# Ultimate Avengers
Ultimate Avengers è un film del 2006 diretto da Curt Geda e Steven E. Gordon. È il primo film d'animazione direct-to-video della serie Marvel Animated Features, risultato di una joint venture tra Marvel Studios e Lions Gate Entertainment. Il lungometraggio si basa piuttosto liberamente sui primi sei numeri della serie a fumetti Ultimates 1 di Mark Millar e Bryan Hitch. L'animazione fu realizzata dallo studio sudcoreano Dong Woo Animation. Il film uscì negli Stati Uniti il 21 febbraio 2006, generando un profitto di circa 6,7 milioni di dollari. Il film è stato trasmesso negli Stati Uniti in anteprima il 22 aprile 2006 su Cartoon Network. Fu seguito da Ultimate Avengers 2, uscito l'8 agosto dello stesso anno.

## Trama
Pochi giorni dopo la morte di Adolf Hitler, il Super Soldato Capitan America, frutto degli esperimenti del governo, assale con i compagni un castello rifugio dei nazisti e scopre che questi in realtà sono dei Chitauri, una razza aliena mutaforma. Per impedire il lancio di un missile nucleare da parte dei Chitauri, Capitan America rimane coinvolto nell'esplosione e precipita nelle acque dell'Oceano Pacifico, dove resta congelato.
Anni dopo, viene risvegliato da un sottomarino dello S.H.I.E.L.D. per conto del Generale Nick Fury, che intende aggiungere Capitan America al suo progetto Ultimates, ovvero formare un team di superumani per difendere la pace globale. Oltre a Capitan America nel team vengono inclusi anche Giant-Man e sua moglie Wasp, Vedova Nera e Iron Man. Fury tenta anche di ingaggiare Thor, ma il dio del tuono rifiuta perché non vuole contatti col governo.
Nel frattempo, Fury incarica il dottor Bruce Banner di replicare il siero del super soldato per poterlo usare su altri dodici candidati. In realtà Banner, di nascosto, decide di sperimentare il siero su di sé per poter controllare Hulk, il suo alter ego. Dopo essersi iniettato un campione di sangue di Capitan America, riesce nel suo intento e controlla Hulk.
Contemporaneamente, però, New York è soggetta da un'invasione dei Chitauri, che, dopo aver distrutto un satellite, aggrediscono la città con tre navi cariche di soldati. Gli Ultimates si riuniscono e riescono a fermarli, grazie anche all'aiuto di Thor. Anche Hulk combatte i Chitauri ma, durante la battaglia, la sua parte mostruosa prende il sopravvento facendo sì che Banner non riesca più a controllarlo.
Gli Ultimates ingaggiano, così, una battaglia contro Hulk. Hulk mette il team in seria difficoltà, arrivando quasi ad ucciderli, ma il pronto intervento di Vedova Nera lo distrae a tal punto da permettere a Betty Ross di calmarlo e tramutarlo nuovamente in Bruce Banner.

## Personaggi e doppiatori
| Personaggio                    | Doppiatore originale | Doppiatore italiano |
| ------------------------------ | -------------------- | ------------------- |
| Capitan America / Steve Rogers | Justin Gross         | Marco Mete          |
| Wasp / Janet Pym               | Grey DeLisle         | Beatrice Margiotti  |
| Bruce Banner                   | Michael Massee       | Sergio Luzi         |
| Iron Man / Tony Stark          | Marc Worden          | Romano Malaspina    |
| Vedova Nera / Natalia Romanoff | Olivia d'Abo         | Marina Guadagno     |
| Betty Ross                     | Nan McNamara         | Irene Di Valmo      |
| Giant-Man / Hank Pym           | Nolan North          | Andrea Mete         |
| Nick Fury                      | Andre Ware           | Fabrizio Pucci      |
| Thor                           | David Boat           |                     |
| Hulk                           | Fred Tatasciore      | Alessandro Ballico  |
| Edwin Jarvis                   | Fred Tatasciore      |                     |

## Distribuzione

### Edizione italiana
Il film fu distribuito in Italia dalla Eagle Pictures l'8 luglio 2009. Il doppiaggio fu eseguito dallo Studio Emme e diretto da Sergio Luzi su dialoghi di Valter Polini. A differenza dei fumetti, nell'edizione italiana del film Giant-Man viene chiamato Uomo Gigante.

## Premi
- 2007: premio CAS, Cinema Audio Society, USA
- 2007: Golden Reel Award, Motion Picture Editors, USA (nomination)